# تقي الدين الفاسي
تقي الدين أبو الطيب محمد بن أحمد بن علي الفاسي المكي المالكي الحسني (775 هـ - 832 هـ)، فقيه مالكي ومؤرخ وعالم بالحديث، ينتهي نسب تقي الدين الفاسي إلى الإمام الحسن بن علي بن أبي طالب، ويتصل نسب الفاسي بإدريس الأول مؤسس الدولة الإدريسية بالمغرب (170هـ - 375هـ)

## نبذة عن حياته
ولد تقي الدين الفاسي بمكة في 20 ربيع الأول عام 775هـ، وقضى نشأته الأولى في المدينة المنورة لانتقاله مع أمه إليها.
ورجع إلى مكة وهو شاب يافع، وبدأ في جمع العلم من شيوخ المكيين والمجاورين، وفي سنة 789هـ كان قد حفظ القرآن وصلى بالناس التراويح في المسجد الحرام.

## رحلته العلمية
بدأت رحلاته العلمية من سنة 796هـ فكان ينتقل من المدينة إلى القاهرة ودمشق وبيت المقدس والإسكندرية، فقام برحلتين أساسيتين إلى مصر والشام كانت كل منهما تدوم ثلاث سنوات، كما رحل إلى اليمن.
بدأ التدريس في الحرم المكي بإذن من الحافظ الزين العراقي سنة 800هـ، وبعد سبع سنوات تولى قضاء المالكية بمكة وهي أول وظيفة قضاء للمالكية حدثت بمكة، تولاها عشر سنوات متتالية 807هـ - 817هـ.

## شيوخه
لقد تعدد شيوخه وتنوعت اختصاصاتهم وبلادهم نتيجة رحلاته المستمرة، فقد بلغ عدد شيوخه أكثر من 500 عالم كما جاء في فهرسته، ومن الشيوخ الذين أخذ عنهم:
1. الحافظ ابن حجر العسقلاني
2. المؤرخ والمحدث ابن سكر المكي
3. الجمال بن ظهيرة
4. الفيروز آبادي
5. النور الهيثمي
6. الزين العراقي

وغيرهم كثير.

## مؤلفاته
1. الأحاديث الأربعون المتباينة المتن والإسناد
2. الجواهر السنية في السيرة النبوية
3. الزهور المقتطفة من تاريخ مكة المشرفة
4. العقد الثمين في تاريخ البلد الأمين
5. المقنع من أخبار الملوك والخلفاء وولاة مكة الشرفاء
6. إرشاد الناسك إلى معرفة المناسك
7. إرشاد ذوي الأفهام لتكميل كتاب الأعلام
8. إيضاح بغية أهل البصارة في ذيل الإشارة
9. تجريد ذيل التقييد
10. تجريد ولاة مكة
11. تحصيل المرام من تاريخ البلد الحرام
12. تحفة الكرام بأخبار البلد الحرام، وسماها أيضا عجالة القرى للراغب في تاريخ أم القرى
13. ترويح الصدور باختصار الزهور
14. تعريف ذوي العلاء بمن لم يذكره الذهبي من النبلاء وسماه أيضا ذيل سير أعلام النبلاء
15. تقريب الأمل والسول من أخبار سلاطين بني رسول
16. ذيل التقييد في رواة السنن والأسانيد
17. ذيل العبر في خبر من غبر
18. ذيل ذيل التقييد
19. ذيل كتاب النبلاء للذهبي
20. شفاء الغرام بأخبار البلد الحرام
21. عجالة القرى للراغب في تاريخ أم القرى
22. فهرس شيوخه بالسماع والإجازة
23. منتتخب المختار المذيل به على تاريخ ابن نجار
24. ولاة مكة في الجاهلية والإسلام

## وفاته
كان تقي الدين الفاسي أعشى يملي تصانيفه على من يكتب له ثم عمي قبل وفاته بأربع سنوات، توفي يوم 3 شوال سنة 832هـ الموافق 1429م.